# Titularbistum Turris in Proconsulari
Turris in Proconsulari (ital.: Torre di Proconsolare) ist ein Titularbistum der römisch-katholischen Kirche.
Es geht zurück auf einen untergegangenen Bischofssitz in der gleichnamigen antiken Stadt, die in der römischen Provinz Africa proconsularis (heute nördliches Tunesien) lag. Der Bischofssitz war der Kirchenprovinz Karthago zugeordnet.
| Titularbischöfe von Turris in Proconsulari |                                              |                                                     |                  |                  |
| Nr.                                        | Name                                         | Amt                                                 | von              | bis              |
| 1                                          | Raymundo Julian Martín OP                    | emeritierter Bischof von Verapaz, Cobán (Guatemala) | 28. Mai 1966     | 8. Dezember 1975 |
| 2                                          | Luciano Pedro Mendes de Almeida SJ           | Weihbischof in São Paulo (Brasilien)                | 25. Februar 1976 | 6. April 1988    |
| 3                                          | Angelo Paravisi                              | Weihbischof in Bergamo (Italien)                    | 4. Juni 1988     | 11. Juli 1996    |
| 4                                          | Luigi Pezzuto Titularerzbischof pro hac vice | Apostolischer Nuntius                               | 7. Dezember 1996 |                  |